# Зденек Ондрашек
Зденек Ондрашек (чеськ. Zdeněk Ondrášek, нар. 22 грудня 1988, Страконіце, Чехія) — чеський футболіст, півзахисник клубу «Динамо» (Чеські Будейовиці).

## Клубна кар'єра
Ондрашек почав професійну кар'єру в клубі «Динамо» з міста Чеські Будейовиці. У 2007 році він дебютував у Гамбінус-лізі.
У 2009 році Ондрашек на правах оренди виступав за «Часлав». Після закінчення оренди він повернувся в «Динамо». 2 серпня 2009 року в поєдинку проти «Богеміанс 1905» Зденек забив свій перший гол за клуб.
У 2012 році Ондрашек на правах оренди перейшов в норвезький «Тромсе». 25 березня в матчі проти «Фредрікстада» він дебютував у Тіппелізі. У цьому ж поєдинку Зденек забив свій перший гол за «Тромсе». Після закінчення оренди він підписав з клубом постійний контракт. У 2012 році Зденек разом з Петером Ковачем став кращим бомбардиром чемпіонату, забивши 14 м'ячів.
На початку 2016 року Ондрашек перейшов в краківську «Віслу». 12 лютого в матчі проти «Шльонська» він дебютував у польській Екстраклясі. 27 лютого в поєдинку проти «Подбескідзе» Зденек забив свій перший гол за «Віслу».
18 грудня 2018 року Ондрашек перейшов в американський «Даллас». 23 березня 2019 року в матчі проти «Колорадо Репідз» він дебютував у МЛС. 17 серпня 2019 року в поєдинку проти «Монреаль Імпакт» Зденек забив свій перший гол за «Даллас».
13 вересня 2020 року підписав річний контракт з «Вікторією». Футболіст вирішив повернутися у Чехію у зв'язку з сімейними обставинами.
За підсумками сезону клуб та гравець не дійшли згоди щодо перепідписання контракту, тому 1 липня 2021 року стало відомо про перехід Зденека до складу румунського «Стяуа». Зденек зіграв за клуб три матчі ― два у чемпіонаті (проти «Ботошані» та «Університаті») та один у кваліфікації Ліги Конференцій проти «Шахтаря» (Караганда). 29 липня було оголошено про розірвання контракту з гравцем. Президент румунського клубу, Джіджі Бекалі, сказав, що «цей гравець не відповідає рівню нашої команди».
31 серпня норвезький «Тромсе», за який Ондрашек виступав з 2012 по 2015 роки, анонсував підписання контракту з чеським футболістом терміном до кінця 2021 року.
У січні 2022 року на правах вільного агента Зденек Ондрашек перейшов по краківської «Вісли».

## Міжнародна кар'єра
11 жовтня 2019 року в відбірковому матчі до чемпіонату Європи 2020 року проти збірної Англії Ондрашек дебютував за збірну Чехії. У цьому ж поєдинку він забив свій перший гол за національну команду, який, до того ж, став переможним для чехів. Крім того, поразка у цьому матчі стала першою за останні 43 матчі у кваліфікаційних раундах до чемпіонатів світу та чемпіонатів Європи.

### Статистика виступів за збірну
Станом на 27 жовтня 2021
| Матчі за збірну Чехії | Матчі за збірну Чехії | Матчі за збірну Чехії | Матчі за збірну Чехії | Матчі за збірну Чехії | Матчі за збірну Чехії    |
| --------------------- | --------------------- | --------------------- | --------------------- | --------------------- | ------------------------ |
| №                     | Дата                  | Суперник              | Рахунок               | Голи                  | Турнір                   |
| 1                     | 11 жовтня 2019        | Англія                | 2:1                   | 1                     | Відбірковий матч ЧЄ-2020 |
| 2                     | 14 жовтня 2019        | Північна Ірландія     | 2:3                   | -                     | Товариський матч         |
| 3                     | 14 листопада 2019     | Косово                | 2:1                   | -                     | Відбірковий матч ЧЄ-2020 |
| 4                     | 17 листопада 2019     | Болгарія              | 0:1                   | -                     | Відбірковий матч ЧЄ-2020 |
| 5                     | 11 листопада 2020     | Німеччина             | 0:1                   | -                     | Товариський матч         |
| 6                     | 15 листопада 2020     | Ізраїль               | 1:0                   | -                     | Ліга націй 2020/21       |
| 7                     | 18 листопада 2020     | Словаччина            | 2:0                   | 1                     | Ліга націй 2020/21       |

## Досягнення
- Фіналіст Кубка Норвегії (1): 2012

- Кращий бомбардир чемпіонату Норвегії (1): 2012 (14 голів)